# Transports en commun de Saint-Avold
Transavold est le nom du réseau de transports urbains de la Communauté d'agglomération Saint-Avold Synergie.
Le réseau Transavold s'étend sur la Communauté d'agglomération Saint-Avold Synergie géré par l’exploitant Transdev Grand Est depuis septembre 2020 puis par Bus Est (faisant partie du groupe Transdev).

## Histoire
15 janvier 1910 : Création d'une ligne de tramway électrique par autorisation de l'Empereur Guillaume II.
Cette ligne relie le centre-ville de Saint-Avold à la gare SNCF. Son essor dura jusqu'aux années de crise économique (1931-1932). Sa fréquentation chuta et en parallèle des lignes d'autobus faisaient leur apparition dans la ville.
Le tramway cessa de rouler au début de la guerre (1939) et ce jusqu'en 1943 où il fut remis en service. Des travaux furent entrepris car les installations ont été sérieusement endommagées. Le transport des voyageurs était pendant ce temps-là assuré par des autobus. L'exploitation de la ligne du tramway ne pouvant résister à cette concurrence, elle prit fin le 23 septembre 1944.
Les rails de la voie du tram ont quant à eux été enlevés en mars 1952 car ils étaient devenus des obstacles à la circulation grandissante.
Février 1965 : Un premier contrat de concession est signé entre la ville de Saint-Avold et « Les Rapides de Lorraine » pour exploiter un réseau urbain.
Juillet 1966 : Création du « S.I.V.O.M. » : « Syndicat Intercommunal à Vocations Multiples » : Saint-Avold, Valmont.
1980 : Réseau urbain : La ville est découpée en quatre zones : Carrière-Wenheck-Petit-Ebersviller,Crusem-Cité Jeanne d'Arc, Cité Huchet, Dourd'Hal.
Janvier 1981 : Nouveau contrat de desserte par les transporteurs « Wassmer-Wourms ».
Juillet 1984 : Le « S.I.V.O.M. » prend la compétence des transports urbains.
1991 : La société « Traw » dénommée par la suite « Anthéa » assure la desserte des six lignes régulières vers les quatre quartiers de la ville, la gare SNCF et vers Macheren-Petit-Ebersviller.
Septembre 1999 : Délégation du service à Bus Est pour cinq ans : quatre nouvelles lignes :
Ligne 1 : Carrière-Wenheck-Gare SNCF
Ligne 2 : Huchet-Dourd'Hal
Ligne 3 : Jeanne d'Arc-Lycée Jully
Ligne 4 : Macheren

## Lignes
Le réseau est constitué de :
- 8 lignes urbaines
- 3 lignes interurbaines
- le Trans’express, qui relie la gare routière de Saint-Avold à la gare SNCF
- le Trans’Zac, qui relie la gare routière de Saint-Avold au centre commercial ZAC Heckenwald
- Un Service TAD, réservé aux habitants de la communauté d’agglomération Saint-Avold Synergie
- 24 lignes scolaires Trans’chool mise en service depuis septembre 2020

## Tarifs
Les tarifs des titres de transport du réseau Transavold s'appliquent à l'ensemble des 41 communes de la Communauté d'Agglomération Saint - Avold Synergie sur les lignes Urbaines et Interurbaines Transavold pour des déplacements à l'intérieur du territoire de la Communauté de communes Saint Avold Synergie,et sur les services TAD à l'ensemble des 41 communes.
- 1 voyage : 1.00€ (Valable pour un trajet d'1h - Correspondance incluse)
- 10 voyages : 8.00€ (Valable pour un trajet d'1h - Correspondance incluse)

Tarifs non contractuels donnés à titre informatif, consultez le site officiel pour plus de détails sur les abonnements disponibles.

## Les Lignes Urbaines et Interurbaines
| Ligne                    | Caractéristiques | Caractéristiques                                            | Caractéristiques                                            | Caractéristiques                                            | Caractéristiques                                            | Caractéristiques                                            | Caractéristiques                                            | Caractéristiques                                            | Caractéristiques                                            |
| Ligne 1                  | Gare routière ⥋ Carrière Wenheck - Gare de Saint-Avold SNCF                                                           | Gare routière ⥋ Carrière Wenheck - Gare de Saint-Avold SNCF | Gare routière ⥋ Carrière Wenheck - Gare de Saint-Avold SNCF | Gare routière ⥋ Carrière Wenheck - Gare de Saint-Avold SNCF | Gare routière ⥋ Carrière Wenheck - Gare de Saint-Avold SNCF | Gare routière ⥋ Carrière Wenheck - Gare de Saint-Avold SNCF | Gare routière ⥋ Carrière Wenheck - Gare de Saint-Avold SNCF | Gare routière ⥋ Carrière Wenheck - Gare de Saint-Avold SNCF | Gare routière ⥋ Carrière Wenheck - Gare de Saint-Avold SNCF |
| ------------------------ | --- | ----------------------------------------------------------- | ----------------------------------------------------------- | ----------------------------------------------------------- | ----------------------------------------------------------- | ----------------------------------------------------------- | ----------------------------------------------------------- | ----------------------------------------------------------- | ----------------------------------------------------------- |
| Ligne 1                  | Ouverture / Fermeture Septembre 1999 / —                                                                              | Longueur —                                                  | Durée ~30 min                                               | Nb. d’arrêts 18                                             | Matériel Standards                                          | Jours de fonctionnement L, Ma, Me, J, V, S                  | Jour / Soir / Nuit / Fêtes O / N / N / O                    | Voy. / an —                                                 | Exploitant Transdev Grand-Est                               |
| Ligne 1                  | Desserte : Centre-Ville de Saint-Avold - Gare de Saint-Avold SNCF                                                     |                                                             |                                                             |                                                             |                                                             |                                                             |                                                             |                                                             |                                                             |
| Ligne 1                  | Autre : Fiche Horaire : https://www.transavold.com/ftp/document/fiche-horaire-ligne-1-transavold-09-2018-400x130.pdf  |                                                             |                                                             |                                                             |                                                             |                                                             |                                                             |                                                             |                                                             |

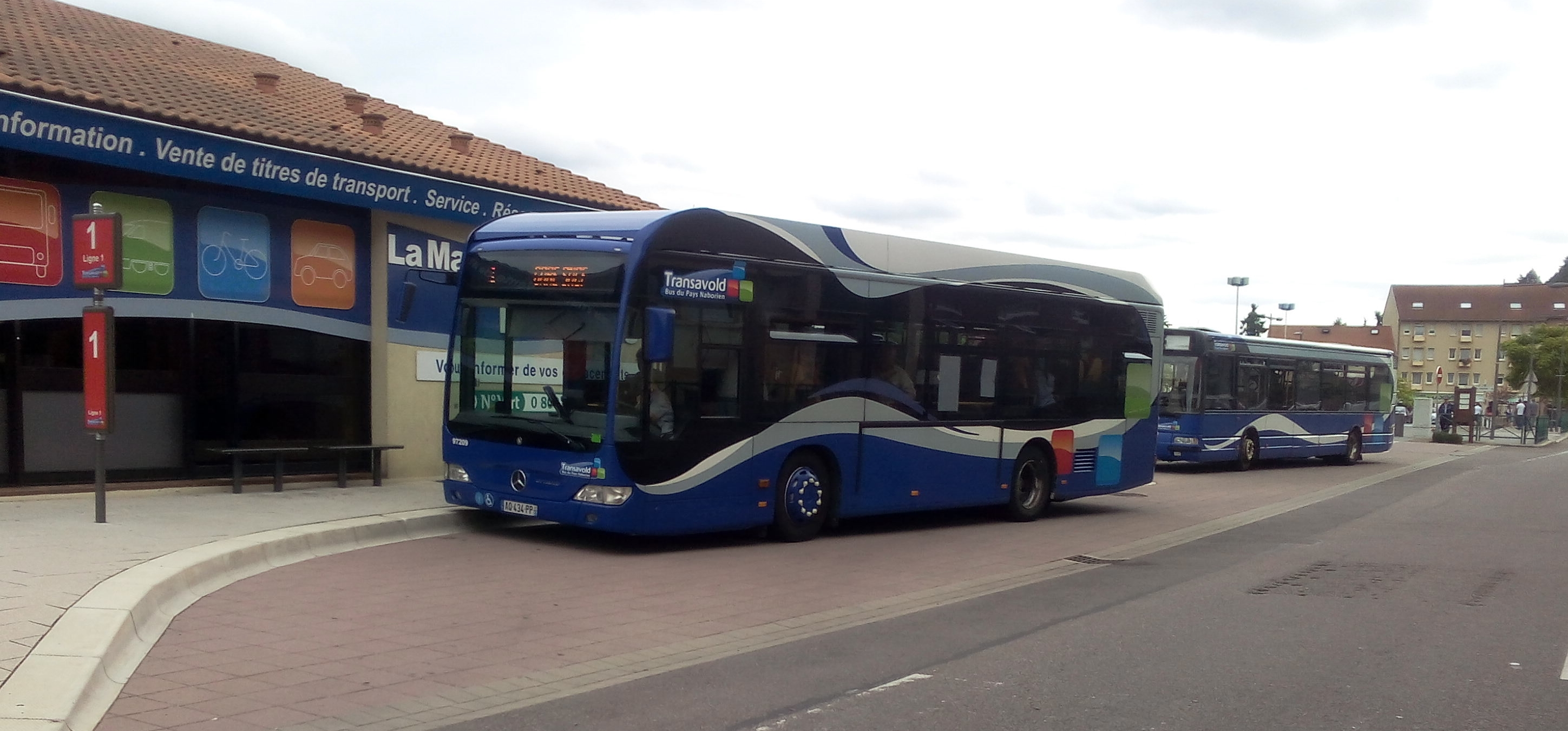
Mercedes-Benz Citaro K du réseau Transavold, 2015.

| Ligne 1                  | Dernière actualisation : —                                                                                            |                                                             |                                                             |                                                             |                                                             |                                                             |                                                             |                                                             |                                                             |
| Ligne 2                  | Faubourg - Gare routière ⥋ Groupe Scolaire II                                                                         | Faubourg - Gare routière ⥋ Groupe Scolaire II               | Faubourg - Gare routière ⥋ Groupe Scolaire II               | Faubourg - Gare routière ⥋ Groupe Scolaire II               | Faubourg - Gare routière ⥋ Groupe Scolaire II               | Faubourg - Gare routière ⥋ Groupe Scolaire II               | Faubourg - Gare routière ⥋ Groupe Scolaire II               | Faubourg - Gare routière ⥋ Groupe Scolaire II               | Faubourg - Gare routière ⥋ Groupe Scolaire II               |
| Ligne 2                  | Ouverture / Fermeture Septembre 1999 / —                                                                              | Longueur —                                                  | Durée ~20 min                                               | Nb. d’arrêts 20                                             | Matériel Standards                                          | Jours de fonctionnement L, Ma, Me, J, V, S                  | Jour / Soir / Nuit / Fêtes O / N / N / O                    | Voy. / an —                                                 | Exploitant Transdev Grand-Est                               |
| Ligne 2                  | Desserte : Saint-Avold - CES La Fontaine - Lycée Charles Jully                                                        |                                                             |                                                             |                                                             |                                                             |                                                             |                                                             |                                                             |                                                             |
| Ligne 2                  | Autre : Fiche Horaire : https://www.transavold.com/ftp/document/fiche-horaire-ligne-2-transavold-09-2018-400x130.pdf  |                                                             |                                                             |                                                             |                                                             |                                                             |                                                             |                                                             |                                                             |
| Ligne 2                  | Dernière actualisation : —                                                                                            |                                                             |                                                             |                                                             |                                                             |                                                             |                                                             |                                                             |                                                             |
| Ligne 3                  | Gare routière ⥋ Jeanne d'Arc Cambrai                                                                                  | Gare routière ⥋ Jeanne d'Arc Cambrai                        | Gare routière ⥋ Jeanne d'Arc Cambrai                        | Gare routière ⥋ Jeanne d'Arc Cambrai                        | Gare routière ⥋ Jeanne d'Arc Cambrai                        | Gare routière ⥋ Jeanne d'Arc Cambrai                        | Gare routière ⥋ Jeanne d'Arc Cambrai                        | Gare routière ⥋ Jeanne d'Arc Cambrai                        | Gare routière ⥋ Jeanne d'Arc Cambrai                        |
| Ligne 3                  | Ouverture / Fermeture Septembre 1999 / —                                                                              | Longueur —                                                  | Durée ~60 min                                               | Nb. d’arrêts 22                                             | Matériel Standards                                          | Jours de fonctionnement L, Ma, Me, J, V, S                  | Jour / Soir / Nuit / Fêtes O / N / N / O                    | Voy. / an —                                                 | Exploitant Transdev Grand-Est                               |
| Ligne 3                  | Desserte : Saint-Avold - Quartier Jeanne d'Arc                                                                        |                                                             |                                                             |                                                             |                                                             |                                                             |                                                             |                                                             |                                                             |
| Ligne 3                  | Autre : Fiche Horaire : https://www.transavold.com/ftp/document/fiche-horaire-ligne-3-transavold-09-2018-400x130.pdf  |                                                             |                                                             |                                                             |                                                             |                                                             |                                                             |                                                             |                                                             |
| Ligne 3                  | Dernière actualisation : —                                                                                            |                                                             |                                                             |                                                             |                                                             |                                                             |                                                             |                                                             |                                                             |
| Ligne 4                  | Gare routière ⥋ Macheren Lavoir                                                                                       | Gare routière ⥋ Macheren Lavoir                             | Gare routière ⥋ Macheren Lavoir                             | Gare routière ⥋ Macheren Lavoir                             | Gare routière ⥋ Macheren Lavoir                             | Gare routière ⥋ Macheren Lavoir                             | Gare routière ⥋ Macheren Lavoir                             | Gare routière ⥋ Macheren Lavoir                             | Gare routière ⥋ Macheren Lavoir                             |
| Ligne 4                  | Ouverture / Fermeture Septembre 1999 / —                                                                              | Longueur —                                                  | Durée ~25 min                                               | Nb. d’arrêts 19                                             | Matériel Standards                                          | Jours de fonctionnement L, Ma, Me, J, V, S                  | Jour / Soir / Nuit / Fêtes O / N / N / O                    | Voy. / an —                                                 | Exploitant Transdev Grand-Est                               |
| Ligne 4                  | Desserte : Saint-Avold - Petit-Ebersviller - Macheren                                                                 |                                                             |                                                             |                                                             |                                                             |                                                             |                                                             |                                                             |                                                             |
| Ligne 4                  | Autre : Fiche Horaire : https://www.transavold.com/ftp/document/fiche-horaire-ligne-4-transavold-09-2018-320x130.pdf  |                                                             |                                                             |                                                             |                                                             |                                                             |                                                             |                                                             |                                                             |
| Ligne 4                  | Dernière actualisation : —                                                                                            |                                                             |                                                             |                                                             |                                                             |                                                             |                                                             |                                                             |                                                             |
| Ligne 5                  | CES La Fontaine - Gare routière ⥋ Dourd'Hal Eglise                                                                    | CES La Fontaine - Gare routière ⥋ Dourd'Hal Eglise          | CES La Fontaine - Gare routière ⥋ Dourd'Hal Eglise          | CES La Fontaine - Gare routière ⥋ Dourd'Hal Eglise          | CES La Fontaine - Gare routière ⥋ Dourd'Hal Eglise          | CES La Fontaine - Gare routière ⥋ Dourd'Hal Eglise          | CES La Fontaine - Gare routière ⥋ Dourd'Hal Eglise          | CES La Fontaine - Gare routière ⥋ Dourd'Hal Eglise          | CES La Fontaine - Gare routière ⥋ Dourd'Hal Eglise          |
| Ligne 5                  | Ouverture / Fermeture Septembre 1999 / —                                                                              | Longueur —                                                  | Durée ~15 min                                               | Nb. d’arrêts 19                                             | Matériel Standards                                          | Jours de fonctionnement L, Ma, Me, J, V, S                  | Jour / Soir / Nuit / Fêtes O / N / N / O                    | Voy. / an —                                                 | Exploitant Transdev Grand-Est                               |
| Ligne 5                  | Desserte : Saint-Avold - Dourd'Hal                                                                                    |                                                             |                                                             |                                                             |                                                             |                                                             |                                                             |                                                             |                                                             |
| Ligne 5                  | Autre : Fiche Horaire : https://www.transavold.com/ftp/document/fiche-horaire-ligne-5-transavold-09-2018-400x130.pdf  |                                                             |                                                             |                                                             |                                                             |                                                             |                                                             |                                                             |                                                             |
| Ligne 5                  | Dernière actualisation : —                                                                                            |                                                             |                                                             |                                                             |                                                             |                                                             |                                                             |                                                             |                                                             |
| Ligne 6                  | Gare routière ⥋ St Avold - Poste                                                                                      | Gare routière ⥋ St Avold - Poste                            | Gare routière ⥋ St Avold - Poste                            | Gare routière ⥋ St Avold - Poste                            | Gare routière ⥋ St Avold - Poste                            | Gare routière ⥋ St Avold - Poste                            | Gare routière ⥋ St Avold - Poste                            | Gare routière ⥋ St Avold - Poste                            | Gare routière ⥋ St Avold - Poste                            |
| Ligne 6                  | Ouverture / Fermeture Septembre 2020 / —                                                                              | Longueur —                                                  | Durée ~34 min                                               | Nb. d’arrêts 34                                             | Matériel MAN Lion's Intercity                               | Jours de fonctionnement L, Ma, Me, J, V, S                  | Jour / Soir / Nuit / Fêtes O / N / N / O                    | Voy. / an —                                                 | Exploitant Transdev Grand-Est                               |
| Ligne 6                  | Desserte : Gare Routière de Saint-Avold - St Avold - Poste                                                            |                                                             |                                                             |                                                             |                                                             |                                                             |                                                             |                                                             |                                                             |
| Ligne 6                  | Autre : Fiche Horaire : https://www.transavold.com/ftp/document/fiche-horaire-ligne-6-transavold-09-2018-240x130.pdf  |                                                             |                                                             |                                                             |                                                             |                                                             |                                                             |                                                             |                                                             |
| Ligne 6                  | Dernière actualisation : —                                                                                            |                                                             |                                                             |                                                             |                                                             |                                                             |                                                             |                                                             |                                                             |
| Ligne 7 Navette Médicale | Gare routière ⥋ Gare routière                                                                                         | Gare routière ⥋ Gare routière                               | Gare routière ⥋ Gare routière                               | Gare routière ⥋ Gare routière                               | Gare routière ⥋ Gare routière                               | Gare routière ⥋ Gare routière                               | Gare routière ⥋ Gare routière                               | Gare routière ⥋ Gare routière                               | Gare routière ⥋ Gare routière                               |
| Ligne 7 Navette Médicale | Ouverture / Fermeture Septembre 2020 / —                                                                              | Longueur —                                                  | Durée ~25 min                                               | Nb. d’arrêts 6                                              | Matériel Minibus                                            | Jours de fonctionnement L, Ma, Me, J, V, S                  | Jour / Soir / Nuit / Fêtes O / N / N / O                    | Voy. / an —                                                 | Exploitant Transdev Grand-Est                               |
| Ligne 7 Navette Médicale | Desserte : Gare Routière de Saint-Avold - Gare Routière de Saint-Avold                                                |                                                             |                                                             |                                                             |                                                             |                                                             |                                                             |                                                             |                                                             |
| Ligne 7 Navette Médicale | Autre : Fiche Horaire : https://www.transavold.com/ftp/document/fiche-horaire-ligne-7-transavold-09-2018-240x130.pdf  |                                                             |                                                             |                                                             |                                                             |                                                             |                                                             |                                                             |                                                             |
| Ligne 7 Navette Médicale | Dernière actualisation : —                                                                                            |                                                             |                                                             |                                                             |                                                             |                                                             |                                                             |                                                             |                                                             |
| Ligne L8                 | Gare routière ⥋ Morhange - Place du Marché                                                                            | Gare routière ⥋ Morhange - Place du Marché                  | Gare routière ⥋ Morhange - Place du Marché                  | Gare routière ⥋ Morhange - Place du Marché                  | Gare routière ⥋ Morhange - Place du Marché                  | Gare routière ⥋ Morhange - Place du Marché                  | Gare routière ⥋ Morhange - Place du Marché                  | Gare routière ⥋ Morhange - Place du Marché                  | Gare routière ⥋ Morhange - Place du Marché                  |
| Ligne L8                 | Ouverture / Fermeture Septembre 2020 / —                                                                              | Longueur —                                                  | Durée ~1h02 min                                             | Nb. d’arrêts 25                                             | Matériel Iveco Crossway                                     | Jours de fonctionnement L, Ma, Me, J, V                     | Jour / Soir / Nuit / Fêtes O / N / N / O                    | Voy. / an —                                                 | Exploitant Transdev Grand-Est                               |
| Ligne L8                 | Desserte : Gare Routière de Saint-Avold - Morhange - Place du Marché                                                  |                                                             |                                                             |                                                             |                                                             |                                                             |                                                             |                                                             |                                                             |
| Ligne L8                 | Autre : Fiche Horaire : https://www.transavold.com/ftp/document/fiche-horaire-ligne-8-transavold-09-2018-240x130.pdf  |                                                             |                                                             |                                                             |                                                             |                                                             |                                                             |                                                             |                                                             |
| Ligne L8                 | Dernière actualisation : —                                                                                            |                                                             |                                                             |                                                             |                                                             |                                                             |                                                             |                                                             |                                                             |
| Ligne L9                 | Gare routière ⥋ Harprich - Église                                                                                     | Gare routière ⥋ Harprich - Église                           | Gare routière ⥋ Harprich - Église                           | Gare routière ⥋ Harprich - Église                           | Gare routière ⥋ Harprich - Église                           | Gare routière ⥋ Harprich - Église                           | Gare routière ⥋ Harprich - Église                           | Gare routière ⥋ Harprich - Église                           | Gare routière ⥋ Harprich - Église                           |
| Ligne L9                 | Ouverture / Fermeture Septembre 2020 / —                                                                              | Longueur —                                                  | Durée ~47 min                                               | Nb. d’arrêts 24                                             | Matériel MAN Lion's Intercity                               | Jours de fonctionnement L, Ma, Me, J, V                     | Jour / Soir / Nuit / Fêtes O / N / N / O                    | Voy. / an —                                                 | Exploitant Transdev Grand-Est                               |
| Ligne L9                 | Desserte : Gare Routière de Saint-Avold - Harprich - Église                                                           |                                                             |                                                             |                                                             |                                                             |                                                             |                                                             |                                                             |                                                             |
| Ligne L9                 | Autre : Fiche Horaire : https://www.transavold.com/ftp/document/fiche-horaire-ligne-9-transavold-09-2018-240x130.pdf  |                                                             |                                                             |                                                             |                                                             |                                                             |                                                             |                                                             |                                                             |
| Ligne L9                 | Dernière actualisation : —                                                                                            |                                                             |                                                             |                                                             |                                                             |                                                             |                                                             |                                                             |                                                             |
| Ligne L10                | Gare routière ⥋ Folschviller - Château                                                                                | Gare routière ⥋ Folschviller - Château                      | Gare routière ⥋ Folschviller - Château                      | Gare routière ⥋ Folschviller - Château                      | Gare routière ⥋ Folschviller - Château                      | Gare routière ⥋ Folschviller - Château                      | Gare routière ⥋ Folschviller - Château                      | Gare routière ⥋ Folschviller - Château                      | Gare routière ⥋ Folschviller - Château                      |
| Ligne L10                | Ouverture / Fermeture Septembre 2020 / —                                                                              | Longueur —                                                  | Durée ~38 min                                               | Nb. d’arrêts 14                                             | Matériel autocar                                            | Jours de fonctionnement L, Ma, Me, J, V, S                  | Jour / Soir / Nuit / Fêtes O / N / N / O                    | Voy. / an —                                                 | Exploitant Transdev Grand-Est                               |
| Ligne L10                | Desserte : Gare Routière de Saint-Avold - Folschviller - Château                                                      |                                                             |                                                             |                                                             |                                                             |                                                             |                                                             |                                                             |                                                             |
| Ligne L10                | Autre : Fiche Horaire : https://www.transavold.com/ftp/document/fiche-horaire-ligne-10-transavold-09-2018-240x130.pdf |                                                             |                                                             |                                                             |                                                             |                                                             |                                                             |                                                             |                                                             |
| Ligne L10                | Dernière actualisation : —                                                                                            |                                                             |                                                             |                                                             |                                                             |                                                             |                                                             |                                                             |                                                             |
| Ligne L11                | Morhange - Montet ⥋ Morhange - Bellevue                                                                               | Morhange - Montet ⥋ Morhange - Bellevue                     | Morhange - Montet ⥋ Morhange - Bellevue                     | Morhange - Montet ⥋ Morhange - Bellevue                     | Morhange - Montet ⥋ Morhange - Bellevue                     | Morhange - Montet ⥋ Morhange - Bellevue                     | Morhange - Montet ⥋ Morhange - Bellevue                     | Morhange - Montet ⥋ Morhange - Bellevue                     | Morhange - Montet ⥋ Morhange - Bellevue                     |
| Ligne L11                | Ouverture / Fermeture Septembre 2020 / —                                                                              | Longueur —                                                  | Durée ~20 min                                               | Nb. d’arrêts 8                                              | Matériel autocar                                            | Jours de fonctionnement L, Ma, Me, J, V                     | Jour / Soir / Nuit / Fêtes O / N / N / O                    | Voy. / an —                                                 | Exploitant Remy Bentz                                       |
| Ligne L11                | Desserte : Morhange - Montet - Morhange Bellevue                                                                      |                                                             |                                                             |                                                             |                                                             |                                                             |                                                             |                                                             |                                                             |
| Ligne L11                | Autre : Fiche Horaire : https://www.transavold.com/ftp/document/fiche-horaire-ligne-11-transavold-09-2018-240x130.pdf |                                                             |                                                             |                                                             |                                                             |                                                             |                                                             |                                                             |                                                             |
| Ligne L11                | Dernière actualisation : —                                                                                            |                                                             |                                                             |                                                             |                                                             |                                                             |                                                             |                                                             |                                                             |
| Trans’ZAC                | Gare routière ⥋ Zac Heckenwald                                                                                        | Gare routière ⥋ Zac Heckenwald                              | Gare routière ⥋ Zac Heckenwald                              | Gare routière ⥋ Zac Heckenwald                              | Gare routière ⥋ Zac Heckenwald                              | Gare routière ⥋ Zac Heckenwald                              | Gare routière ⥋ Zac Heckenwald                              | Gare routière ⥋ Zac Heckenwald                              | Gare routière ⥋ Zac Heckenwald                              |
| Trans’ZAC                | Ouverture / Fermeture Septembre 2010 / —                                                                              | Longueur —                                                  | Durée ~10 min                                               | Nb. d’arrêts 4                                              | Matériel Minibus                                            | Jours de fonctionnement L, Ma, Me, J, V, S                  | Jour / Soir / Nuit / Fêtes O / N / N / N                    | Voy. / an —                                                 | Exploitant Transdev Grand-Est                               |
| Trans’ZAC                | Desserte : Gare Routiere de Saint-Avold - ZAC Heckenwald                                                              |                                                             |                                                             |                                                             |                                                             |                                                             |                                                             |                                                             |                                                             |
| Trans’ZAC                | Autre : Fiche Horaire : https://www.transavold.com/wp-content/uploads/2020/08/FH-TRANSZAC-.pdf                        |                                                             |                                                             |                                                             |                                                             |                                                             |                                                             |                                                             |                                                             |
| Trans’ZAC                | Dernière actualisation : —                                                                                            |                                                             |                                                             |                                                             |                                                             |                                                             |                                                             |                                                             |                                                             |
| Trans'Express            | Gare routière ⥋ Gare de Saint-Avold SNCF                                                                              | Gare routière ⥋ Gare de Saint-Avold SNCF                    | Gare routière ⥋ Gare de Saint-Avold SNCF                    | Gare routière ⥋ Gare de Saint-Avold SNCF                    | Gare routière ⥋ Gare de Saint-Avold SNCF                    | Gare routière ⥋ Gare de Saint-Avold SNCF                    | Gare routière ⥋ Gare de Saint-Avold SNCF                    | Gare routière ⥋ Gare de Saint-Avold SNCF                    | Gare routière ⥋ Gare de Saint-Avold SNCF                    |
| Trans'Express            | Ouverture / Fermeture Septembre 1999 / —                                                                              | Longueur —                                                  | Durée ~10 min                                               | Nb. d’arrêts 6                                              | Matériel Standards                                          | Jours de fonctionnement L, Ma, Me, J, V, S                  | Jour / Soir / Nuit / Fêtes O / N / N / O                    | Voy. / an —                                                 | Exploitant Transdev Grand-Est                               |
| Trans'Express            | Desserte : Gare Routière - Gare de Saint-Avold SNCF                                                                   |                                                             |                                                             |                                                             |                                                             |                                                             |                                                             |                                                             |                                                             |
| Trans'Express            | Autre : https://www.transavold.com/wp-content/uploads/2023/09/FH-TRANSEXPRESS_06_07_v2.pdf                            |                                                             |                                                             |                                                             |                                                             |                                                             |                                                             |                                                             |                                                             |
| Trans'Express            | Dernière actualisation : —                                                                                            |                                                             |                                                             |                                                             |                                                             |                                                             |                                                             |                                                             |                                                             |

### Les lignes périurbaines
Il s'agit de 8 lignes interurbaines du réseau Fluo Grand Est 57 bénéficiant de l'intégration tarifaire dans les limites du périmètre de transports urbains.